# Plasmaätzen
Plasmaätzen ist ein materialabtragendes, plasmaunterstütztes Trockenätz-Verfahren, das besonders in der Halbleiter-, Mikrosystem- und Displaytechnik großtechnisch eingesetzt wird.
Beim Plasmaätzen unterscheidet man zwischen einem Ätzabtrag aufgrund einer chemischen Reaktion (Chemical-dry-etching-Verfahren (CDE)) und einem physikalischen Abtrag der Oberfläche aufgrund von Ionenbeschuss.

## Funktionsweise
Beim chemischen Plasmaätzen erfolgt der Materialabtrag („Ätzen“) durch eine chemische Reaktion. Deshalb ist es im Allgemeinen isotrop und aufgrund des chemischen Charakters auch sehr materialselektiv. Beim physikalischen Plasmaätzen, auch plasmaunterstützten Ionenätzen (engl. reactive ion etching, RIE) genannt, handelt es sich um ein physikalisches Verfahren. Bei diesem Verfahren kann eine gewisse Vorzugsrichtung im Ätzangriff entstehen, daher weisen die Verfahren unter Umständen eine Anisotropie im Materialabtrag auf. Beim physikalischen Plasmaätzen werden im Plasma nicht reaktive Ionen erzeugt (z. B. Ar+). Durch ein angelegtes E-Feld werden diese Ionen auf eine Oberfläche beschleunigt und entfernen so Teile der Oberfläche. Dieses Verfahren wird typischerweise zum Entfernen des natürlichen Oxides auf Silizium-Wafern verwendet.

### Verfahrensbeschreibung
Beim Plasmaätzen wird in einem Vakuumreaktor (engl. etch tool), der bis zu einem Druck von wenigen Millibar mit einem Ätzgas gefüllt ist, eine Hochfrequenz- oder elektrodenlose Mikrowellenentladung (27,2 MHz bzw. 2,45 GHz) gezündet und so ein hochreaktives, ätzaktives Plasma erzeugt.
In der Praxis erfolgt die Aktivierung entweder in der Ätzkammer selbst (engl. direct plasma) oder in einer Vorkammer bzw. in der Zuleitung (engl. remote plasma). Letztere Verfahrensweise wird besonders dann gewählt, wenn, wie beim Reinigungsätzen, auf eine Anisotropie verzichtet werden kann.
Als Ätzgas eignen sich zum Beispiel perfluorierte Kohlenwasserstoffe (Perfluorcarbone, PFCs), wie Tetrafluormethan (CF4), Hexafluorethan (C2F6), Perfluorpropan (C3F8), Perfluorbutadien (C4F6) sowie ungesättigte PFCs, perfluorierte Aromaten, Heteroaromaten etc.
Oft werden Ätzgasen einige Prozent Sauerstoff beigemischt, um die Ätzrate zu steigern. Je nach Ätzmedium erreicht man hierdurch eine höhere Ausbeute an ätzaktiven Spezies oder steuert die bei kohlenstoffhaltigen Ätzgasen parallel zum Ätzprozess stattfindende Polymerbildung. Beispiele sind das Zumischen von Sauerstoff zu Tetrafluormethan oder Stickstofftrifluorid (NF3) – Förderung des Ätzgaszerfalls durch CO-, CO2- bzw. NOx-Bildung. Neuerdings werden auch Ätzgase verwendet, die Sauerstoff als Molekülanteil enthalten. Da sich im sauerstoffhaltigen Plasma bevorzugt energetisch angeregter Sauerstoff bildet, wird der Ätzgaszerfall aber auch durch Energieübertragung vom angeregten Sauerstoff auf das Ätzgas gefördert. Andere effiziente Energieüberträger sind zum Beispiel Argon, Xenon und Stickstoff.
Derartige Energieübertragsreaktionen sind in der Atmosphärenchemie bereits seit vielen Jahrzehnten bekannt und recht eingehend untersucht. Im Halbleiterbereich werden Energieübertragungsreaktionen derzeit eher unbewusst genutzt.
Unter den anorganischen Ätzgasen sind insbesondere Schwefelhexafluorid, Stickstoff(III)-fluorid, Bortrichlorid, Chlor, Chlor- und Bromwasserstoff sowie Sauerstoff zu nennen. Auch Gemische aus unterschiedlichen ätzaktiven Gasen sind üblich. So kann man z. B. einem Ätzgas ein Gas zumischen, das schwere Ionen bildet (zum Beispiel BCl3-, Cl2-Gemische). Man erreicht hierdurch eine zum Teil sehr deutliche Verbesserung in der Anisotropie der Ätzreaktion.
Wichtigstes Kriterium bei der Auswahl des Ätzgases ist seine Fähigkeit, mit dem zu ätzenden Feststoff ein leicht flüchtiges Reaktionsprodukt zu bilden. Grundsätzlich werden daher bei Ätzen von Strukturen, die auf Silicium basieren – Silicium, Siliciumoxid und Siliciumnitrid sind nicht nur Basismaterialien jedes mikroelektronischen Bauteils, sondern auch die meistverwendeten Materialien in der Mikrotechnik –, Ätzgase eingesetzt, die Fluor oder Chlor enthalten. Als Reaktionsprodukt der Ätzreaktion entstehen flüchtiges SiCl4 oder SiF4. Wegen des hohen SiF4-Dampfdrucks werden in der Praxis überwiegend fluorhaltige Gase zum „Siliciumätzen“ eingesetzt.
Zum Ätzen von Aluminium, das als Leiterbahnmaterial eingesetzt wird, verwendet man u. a. Bromwasserstoff (HBr) (AlBr3-Bildung). Wolfram, ein im Mikroprozessorbereich durchgängig anzutreffendes Leiterbahnmaterial, wird mit fluorhaltigen Gasen geätzt. Beim Ätzen bildet sich flüchtiges WF6.
Beim Ätzen von Kupfer, einem modernen Leiterbahnmaterial, greift man im Augenblick, in Ermangelung eines geeigneten gasförmigen Trockenätzmediums, auf nasschemische Verfahren zurück. Die Ätzreaktion stützt sich hier auf die Neigung des Kupfers zur Bildung löslicher Aminkomplexe.
Sollen organische Materialien wie z. B. Photolacke geätzt bzw. verascht werden, verwendet man Sauerstoff. Ätzprodukte sind hier CO oder CO2.
Bei den zum Ätzen eingesetzten Substanzen handelt es sich durchgängig um im industriellen Maßstab erzeugte Produkte.
So entstammen viele der zum Ätzen eingesetzten PFCs unmittelbar der Kunststoffproduktion. Sie werden hier entweder als Monomere eingesetzt oder fallen als Nebenprodukt bei Monomersynthese an. Der Vollständigkeit halber sei erwähnt, dass die als Ätzgas eingesetzten PFCs durchgängig aus Fluorchlorkohlenwasserstoffen (FCC bzw. FCKW) erzeugt werden.
Bortrichlorid, Chlor, Chlorwasserstoff und Bromwasserstoff sind traditionelle Basischemikalien der chemischen Industrie und werden zum Teil in sehr großem Maßstab hergestellt.
Anorganische Fluorverbindungen, die als Ätzgas eingesetzt werden, entstehen oft durch direkte Umsetzung der Elemente in einstufiger Reaktion. Typische Beispiele sind Schwefelhexafluorid (SF6) und Stickstofftrifluorid (NF3). Schwefelhexafluorid findet auch als Isoliergas verbreitet Anwendung, ist aber wegen seiner hohen Stabilität und seines hohen Potenzials als Treibhausgas problematisch. Stickstofftrifluorid (NF3), ebenfalls ein großtechnisch erzeugtes Produkt mit sehr hohem Treibhauspotenzial, wird ausschließlich als Ätzgas verwendet.
Auch das technisch in großer Menge erzeugte Fluor kann als Ätzgas eingesetzt werden. In allen Plasmaätzprozessen, die sich fluorhaltiger Ätzmedien bedienen, tritt elementares Fluor zwangsläufig als Produkt von Rekombinationsprozessen auf und nimmt deshalb an praktisch allen Ätzprozessen als aktive Komponente teil. Die niedrige F–F-Dissoziationsenergie führt dazu, dass Fluor bei moderater Temperatur als plasmafreies thermisches Ätzgas eingesetzt werden kann.
Fluor lässt sich aber auch zum Plasmaätzen einsetzten. Wird der Ätzprozess außerdem noch bei erhöhter Temperatur durchgeführt, lassen sich auch abgeschattete und enge Reaktorbereiche wie Öffnungen und Kanäle z. B. des Showerheads mühelos reinigen. Volumenrekombinationsverluste und Wandverlustreaktionen spielen im Unterschied zum reinen Plasmaätzen keine Rolle.
Im Unterschied zu allen anderen Ätzgasen ist Fluor kein Treibhausgas. Auch aus dem Abgasstrom kann Fluor sehr einfach durch Trockenabsorption entfernt werden. Die bei anderen Ätzgasen erforderlichen teuren Abgasbehandlungssysteme, die meist zur Sekundärbildung neuer umweltrelevanter Stoffe führen, entfallen somit.
Als Ätzgas verwendet man entweder bevorzugt unverdünntes Fluor oder Fluor-Edelgas-Gemische.
Alle oben beschriebenen anorganischen Fluorverbindungen werden in der Halbleiter-, Displayindustrie und bei der Solarzellenherstellung insbesondere auch zum Reinigungsätzen verwendet und deshalb in z. T. stark steigenden Mengen eingesetzt.
SF6, ein sehr altes Ätzgas, findet außerdem in der Mikrotechnologie im RIE-Prozess Anwendung.
Innerhalb der 'Aktivierungszone' des Ätzreaktors wird aus dem Ätzgas, das ohne Aktivierung meist keine Ätzwirkung entfalten würde, ein hochreaktives Plasma erzeugt. Neben neutralen Gasteilchen treten im Plasma freie Elektronen, Ionen verschiedensten Ionisierungsgrads, Radikale und elektronisch angeregte Moleküle auf. Welche Spezies in welcher Konzentration auftreten, hängt von der chemischen Natur des Ätzgases ab. Als Anhaltspunkt kann hier z. B. die Ionisierungsenergie des Ätzgases dienen.
Neben den obigen reaktiven Spezies erzeugt die Entladungszone auch kurzwellige UV-Strahlung. Auch hier hängt die emittierte Frequenz von der Natur des Ätzgases ab. Die UV-Strahlung kann zum Ätzprozess erheblich beitragen.
Je nach Verfahrensart ist man beim Plasmaätzen entweder an den durch das Plasma erzeugten Atomen und Radikalen oder an Atomen und Ionen interessiert.
Beim Plasmaätzen verwendet man Ionen in recht profaner Weise als den „Sand eines Sandstrahlgebläses“. Durch das permanente „Sandstrahlen“ des geerdeten Substrats mit Ionen wird dessen Oberfläche mechanisch „aufgerissen“ und dem chemischen Angriff ätzaktiver Spezies zugänglich gemacht. Spezielle Strukturen lassen sich erzeugen, indem man bestimmte Bereiche der Substratoberfläche mit einem Fotolack abdeckt.

### Probleme des Verfahrens
Praktisch alle Teilchen innerhalb der Plasmazone sind in ständiger Wechselwirkung miteinander. Viele der stattfindenden Reaktionen (Ionen-Molekül-Reaktionen, Rekombinationen etc.) sind stark exotherm und bewirken die hohe Temperatur der Plasmazone. Die hohe Temperatur begünstigt wiederum die Teilchenwechselwirkung und bewirkt, dass die Nettoausbeute an reaktiven Teilchen, die für den Ätzprozess zur Verfügung stehen, stets niedrig bleibt. In ähnlicher Weise wirkt auch ein zu hoher Reaktordruck der Konzentration ätzaktiver Spezies entgegen.
Eine weitere Senke für die reaktiven Teilchen sind außerdem die Wände des Plasmareaktors und die Wände von Reaktoreinbauten. Dabei spielen die Materialeigenschaften der Rekombinationsflächen und die Strömungsverhältnisse im Reaktor eine wichtige Rolle. Das Verwenden komplizierter oder enger Gaseinlässe, z. B. sogenannter Showerheads, ist daher zu vermeiden, da diese die Menge des zur Verfügung stehenden plasmaaktivierten Ätzgases in der Reaktorkammer deutlich verringern.
Da viele Ätzgase verdünnt eingesetzt werden, ist auch der „neutralen“ Ätzgaskomponente Beachtung zu schenken. Die unselektive Anregung in der Plasmazone führt unvermeidlich zur Bildung langlebiger elektronisch angeregter Spezies, die den Ätzprozess durch Aktivierung von Gasverunreinigungen beeinflussen können.
Angeregte Spezies werden aber auch während des Ätzprozesses gebildet. So entstehen z. B. im NF3-Plasma zwangsläufig große Mengen elektronisch angeregten molekularen Stickstoffs. Ähnliches gilt für Sauerstoffplasmen und viele andere Ätzmedien.
Ein weiteres Problem in Ätzprozessen ist jedoch die Prozesssteuerung. In der Plasmazone laufen alle oben genannten Prozesse quasi gleichzeitig ab. Da in der Praxis aber durchgängig mit gasdurchströmten Reaktoren gearbeitet wird, werden die Prozesse zeitaufgelöst auf den Reaktorinnenraum abgebildet. Die sehr komplexe Dynamik des bereits kinetisch außerordentlich komplexen Ätzprozesses bedingt, dass kleinste Parameteränderungen – zum Beispiel Änderungen bei Gasfluss und Reaktordruck, eine Veränderung der Entladungsstärke oder der Feldstärke im Reaktor, eine Veränderung der Reaktorgeometrie – die Verhältnisse im Reaktor grundlegend verändern können. Das Einfahren eines Plasmaätzprozesses erfordert daher nicht nur anlagentechnische Erfahrung, sondern auch und besonders eine tiefere Einsicht in die chemische Kinetik der ablaufenden Prozesse. Einmal eingestellt und optimiert, sollten einzelne Prozessparameter möglichst nicht mehr verändert werden. Auch von Reaktorumbauten ist abzuraten.

## Lösungsansätze
Durch Absenken des Partialdrucks des ätzaktiven Gases kann man den Partialdruck reaktiver Teilchen und deren Lebensdauer erheblich erhöhen. Die Partialdruckabsenkung kann hierbei entweder durch gezielte Reduktion des Gesamtreaktordrucks oder auch durch Verdünnen des ätzaktiven Gases mit einem Inertgas erfolgen.
Bei systematischer Vorgehensweise, die natürlich auch berücksichtigt, dass sich bei Reaktordruckänderungen auch die Verweilzeit des Gases im Reaktor verändert, lassen sich Ätzprozesse so recht einfach optimieren.
Übrigens führt das einfache Erhöhen der Entladungsstärke meist deshalb nicht zur erwünschten Steigerung der Ätzrate, weil beim Erhöhen der Entladungsstärke auch die Verlustreaktionen drastisch zunehmen. Zusätzlich erzeugte ätzaktive Spezies gehen also gleich wieder verloren.
Auch ein Steigern der Durchflussrate führt meist nicht zu Erfolg, da sich hierdurch die Zusammensetzung der aktiven Spezies drastisch ändern kann.
Im Vergleich zu Ionen haben Atome und auch Radikale unter den Hochvakuumbedingungen des Plasmareaktor eine sehr lange Lebensdauer. Ionen treten dagegen nur in der Plasmazone und deren unmittelbaren Randbereichen auf. Remote-Plasmasysteme sind aus diesem Grund nur für isotrope Ätzprozesse geeignet und kommen als Zweitsystem beim Reinigungsätzen zum Einsatz.
Die obige Problematik zeigt auch, dass grundsätzlich nur bei Einsatz einfacher Ätzmedien mit klarem Zerfallsmuster gute Reproduzierbarkeit und Prozessübertragbarkeit gegeben ist.

## Später auftretende Probleme
Probleme, die im späteren Routinebetrieb auftreten, sind meist auf Bedienungsfehler, auf unwissentliche Veränderung von Basis-Prozessparametern oder falsche Wahl des Ätzmediums zurückzuführen. Auch die in der Praxis gelegentlich beobachteten überraschenden Ausbeuteverbesserungen oder -verschlechterungen sind meist auf die unbeabsichtigte oder zufällige Veränderung wichtiger Prozessparameter zurückzuführen. Da bei den vielen kommerziellen Plasmaanlagen Einrichtungen fehlen, die eine Überwachung der Prozesschemie ermöglichen, werden überhöhte Prozesskosten und hohe Emissionen oft gar nicht oder erst sehr spät festgestellt.

## Umweltschutz
| Ätzgas                       | Mittlere atmosph. Lebensdauer in Jahren | Treibhauspotenzial im Vergleich zu CO2 |
| ---------------------------- | --------------------------------------- | -------------------------------------- |
| CF4 (Tetrafluormethan)       | 50.000                                  | 7.390                                  |
| C2F6 (Hexafluorethan)        | 10.000                                  | 12.200                                 |
| C3F8 (Perfluorpropan)        | 2.600                                   | 8.830                                  |
| c-C4F8 (Octafluorcyclobutan) | 3.200                                   | 10.300                                 |
| SF6 (Schwefelhexafluorid)    | 3.200                                   | 22.800                                 |
| NF3 (Stickstofftrifluorid)   | 550                                     | 17.200                                 |

Dem Umweltschutz kommt beim großtechnisch eingesetzten Plasmaätzen eine immer weiter zunehmende Bedeutung zu, da die im Ätzprozess eingesetzten Gase, deren Vorstufen und Folgeprodukte zum Teil erhebliche Umweltrelevanz haben. So sind die Vorstufen der zum Siliciumätzen eingesetzten C/F-Ätzmedien zumeist Fluorchlorkohlenwasserstoffe (FCKWs). Auch von den Ätzmedien selbst können z. T. erhebliche Umweltbeeinträchtigungen ausgehen.
Das Maß der potentiellen Umweltbeeinträchtigung hängt primär von der molekularen Struktur des Ätzmediums ab. Gesättigte Fluorkohlenstoffverbindungen zeichnen sich hier durch eine besonders hohe Stabilität gegenüber atmosphärischen Abbauprozessen aus, welche mit für ihr hohes Treibhauspotenzial verantwortlich ist.
Beim großtechnischen Plasmaätzen werden dem Ätzreaktor daher Abgasbehandlungsanlagen nachgeschaltet, die überschüssiges Ätzgas zerstören. Wichtig ist auch hier die sorgsame Kontrolle der verbleibenden Emissionen, da es im Plasmaprozess und in der Nachbehandlung der Abgase zwangsläufig zur Bildung einer Vielzahl neuer Substanzen kommt, die äußerst stabil sein können und in ihrer Umweltrelevanz das eigentliche Ätzgas noch übertreffen können. Eine kontinuierliche Analyse der Abgasströme, die auch die Zerfallfolgeprodukte abdeckt, ist daher unabdingbar.
Reaktive Ätzmedien wie Fluor, Bortrichlorid, Chlor, Chlorwasserstoff, Bromwasserstoff etc. sind hier unproblematischer, da sich diese Ätzmedien sehr einfach und kostengünstig durch Waschen oder Absorption rückstandsfrei aus den Abgasströmen entfernen lassen.

## Anwendungsbereiche
Plasmaätzen wird in großem Umfang zur Reinigung von Produktionsanlagen in allen vorgenannten Bereichen eingesetzt und ist dort unverzichtbarer Bestandteil des Produktionsablaufs. Das größte Einsatzfeld ist die Herstellung von TFT-Flachbildschirmen. Das Verfahren wird auch in der Halbleitertechnik eingesetzt.
Plasmagestützte In-situ-Trockenreinigungsverfahren wurden in der Halbleitertechnik schon sehr früh eingesetzt und haben in der Produktion – von Ausnahmen abgesehen – die oft äußerst problematischen und sehr kostenaufwendigen nasschemischen Reinigungsverfahren abgelöst.
Die Massenproduktion von Speicherchips, Flachbildschirmen, Sensoren etc. wäre ohne Einsatz plasmagestützter Reinigungsverfahren nicht denkbar.
Zu den Produktionskosten pro produzierter Elektronikkomponente (integrierte Schaltungen, Bildschirm oder Sensor) trägt die Anlagenreinigung erheblich bei. Naturgemäß machen sich die Reinigungskosten besonders bei kostensensitiven Produkten mit hohem Qualitätsanspruch in der Produktion und relativ einfacher Prozesstechnik bemerkbar (Sensoren u. Speicherbausteine). Besonders ungünstig werden die Verhältnisse bei großflächigen Massenprodukten mit hoher Qualitätssensitivität und niedrigen Produktionszielkosten (TFT-Flachbildschirme). Ein Reinigungskostenanteil von 30 % und mehr ist hier derzeit noch üblich.